# Ferrovia Londra Waterloo-Reading
La ferrovia Londra Waterloo-Reading (in inglese Waterloo-Reading line) è una linea ferroviaria del Regno Unito che unisce le città di Londra e Reading, passando per Staines-upon-Thames.

## Storia
La società London & Southampton Railway ha aperto il primo tratto di ferrovia tra Nine Elms e Woking Common il 12 maggio 1838, ribattezzandosi un mese dopo London & South Western Railway (L&SWR). Mentre la L&SWR continuava a estendere la sua ferrovia verso Southampton, il 27 luglio 1846 la società Richmond & West End Railway (R&WER) ha inaugurato la prima diramazione verso Richmond. Questa diramazione partiva dall'attuale stazione di Clapham Junction, anche se la stazione vera e propria è stata aperta solo il 2 marzo 1863. Il capolinea di Nine Elms fu sostituito l'11 luglio 1848 con una nuova stazione a Waterloo, originariamente chiamata Waterloo Bridge. Il ramo di Richmond è stato esteso verso ovest dalla società Windsor, Staines & South Western Railway (WS&SWR) che ha inaugurato la tratta fino a Datchet il 22 agosto 1848 e poi fino a Windsor il 1º dicembre 1849.

Sia la R&WER che la WS&SWR sono state acquistate dalla L&SWR prima che le rispettive linee fossero completate.
La società South Eastern Railway (SER) ha aperto la propria linea da Wokingham a Reading il 15 ottobre 1849 con il patrocinio della società Reading, Guildford & Reigate Railway (RG&RR), poi rilevata dalla stessa SER nel 1852. A Reading la linea terminava nella stazione ferroviaria di Reading Southern, che era adiacente ma separata dalla stazione della società Great Western Railway, lungo la ferrovia Londra-Bristol.
Nel 1850, è stata inaugurata dalla SER la diramazione di Hounslow, diramazione che si distacca dalla tratta principale dopo Barnes e ci si riaggancia nei pressi di Feltham.
La linea che collega Staines a Wokingham fu autorizzata nel 1853 e costruita dalla società Staines, Wokingham & Woking Junction Railway, aprendo da Staines-upon-Thames ad Ascot il 4 giugno 1856 e proseguendo fino a Wokingham il 9 luglio 1856.

I servizi iniziali sulla linea erano di sei treni al giorno tra Waterloo e Reading (due la domenica), fino ad arrivare a quattordici treni al giorno (sette la domenica) nel 1928.

La linea è stata gestita fin dall'inizio dalla L&SWR, che la prese in affitto dalla società proprietaria nel 1858 per il 50% dei profitti lordi, prima di acquistarla a titolo definitivo nel 1878.
Il 4 febbraio 1996, il treno delle 05:10 in partenza da Twickenham e diretto a Londra Waterloo è diventato il primo treno a gestione privata a circolare nel Regno Unito da 48 anni.

### Incidenti
- Martedì 7 giugno 1864 sei persone morirono quando un treno speciale proveniente da Ascot passò un segnale di pericolo e si scontrò con il treno davanti a Egham.[5]
- Venerdì 2 dicembre 1955, 13 persone furono uccise e 41 ferite quando 2 treni si scontrarono alla stazione di Barnes.
- Lunedì 9 maggio 1988, il ponte numero 71 sopra il fiume Colne vicino a Wraysbury fu distrutto da un'alluvione.[6]
- La mattina di domenica 15 novembre 2009, il ponte che portava la linea sopra il fiume Crane, a Londra, crollò parzialmente, causando la sospensione del servizio. I servizi furono ripristinati otto giorni dopo su una linea di deviazione temporanea con un limite di velocità di 32 km/h attraverso il sito del deposito dismesso di Feltham Marshalling. Il ponte difettoso fu demolito e ricostruito.

### Potenziamenti
A causa dell'elevata domanda e del sovraffollamento per una parte considerevole di molti servizi, è stato previso di apportare dei miglioramenti alle linee.
In tutte le stazioni tra Londra Waterloo e Staines che lo permettevano (quindi laddove non vi fossero impedimenti, quali i ponti), sono state allungate le banchine per permettere la fermata di treni fino a 10 carrozze, che utilizzano unità convertite di Classe 458.
A seguito di ciò, all'inizio del 2010 dunque sono stati acquistati altri treni da mettere in funzione sulla linea.
Il binario 20 dell'ex terminal di Waterloo International è rientrato in servizio nell'ottobre 2013.
Nel marzo 2014, la Thames Valley Local Enterprise Partnership ha pubblicato un rapporto che illustrava i benefici economici dei miglioramenti alla linea Londra Waterloo-Reading. Questo rapporto ha esaminato i benefici economici dell'aumento dei servizi, della velocizzazione dei servizi (programmando più servizi semi-veloci e veloci per migliorare l'accesso alle principali fermate da Londra e da Reading) e dell'aggiunta dell'accesso all'aeroporto di Heathrow, e ha concluso che i benefici superano i costi di tali miglioramenti.
Il 20 novembre 2014, Network Rail ha pubblicato un piano, il Wessex Route Study, per un'ampia consultazione; all'interno di questo illustrava raccomandazioni quali l'abolizione della circolazione di treni con meno di carrozze verso Reading, tranne che in orari di utilizzo molto ridotto, e l'apertura di un maggior numero di piattaforme presso l'ex London Waterloo International, con una data obiettivo suggerita per il 2019.

## Caratteristiche
La linea è a scartamento ferroviario di tipo ordinario a 1435 mm. La trazione è elettrica a 750 V a corrente continua tramite terza rotaia. Inizialmente, la linea era elettrificata a 660 V

### Percorso
|  | Unknown route-map component "dKBHFa" | Unknown route-map component "vKBHFa" |

| Unknown route-map component "d" + Unknown route-map component "POINTER1" | + Unknown route-map component "v-SHI2l" | + Unknown route-map component "vÜST" + Unknown route-map component "vSHI2+r-" |

| Unknown route-map component "d" |  | Unknown route-map component "vBHF" |

| Unknown route-map component "d" |  |  | Unknown route-map component "vABZglo-STR" | Unknown route-map component "CONTfq" |

|  |  | Unknown route-map component "d" + Unknown route-map component "lhdSTRae+L" | + Unknown route-map component "vHST-STR" | + Unknown route-map component "lhdSTRae+R" |

| Unknown route-map component "d" | Unknown route-map component "CONTgq" | Unknown route-map component "ABZq+r" | Unknown route-map component "vABZgr-STR" |  |

| Unknown route-map component "d" |  | Unknown route-map component "KBHFe-L" | Unknown route-map component "vBHF-R" |  |

| Unknown route-map component "d" |  |  | Unknown route-map component "vSTR-STRl" | Unknown route-map component "CONTfq" |

|  |  | + Stop on track + Unknown route-map component "lhSTRa@g" |

|  | Transverse water | + Straight track + Unknown route-map component "lhKRZWe" | + Transverse water |

|  | Unknown route-map component "exBS2c2" | + Unknown route-map component "eSHI2gr" + Unknown route-map component "SHI2gl" | + Unknown route-map component "BS2c3" |

|  | Unknown route-map component "exSHI4c1" | + Straight track + Unknown route-map component "lMKRZ2+4u" + Unknown route-map component "exSTR2h+4h" + Unknown route-map component "STR~L" + Unknown route-map component "lNUL4" | + Unknown route-map component "STR~R" |

|  |  | Unknown route-map component "uCONT4+l" | + Unknown route-map component "mKRZu" + Unknown route-map component "SHI3c1" | + Unknown route-map component "STRl~R" + Urban transverse track + Unknown route-map component "nKSTRaq" | + Unknown route-map component "uCONTfq" + Unknown route-map component "nCONTfq" |

|  | Unknown route-map component "CBHFe" |

|  | Stop on track |

| Unknown route-map component "STRc2" | Unknown route-map component "ABZg3" |

| Unknown route-map component "STRc2" | Unknown route-map component "BUE3+1" | + Level crossing + Unknown route-map component "STRc4" |  |

| + Unknown route-map component "ex3STR+1" + Unknown route-map component "STR+1" | + Unknown route-map component "ex3STRq-" + Unknown route-map component "STRc4" | + Unknown route-map component "e3ABZg+4" |  |

| + Unknown route-map component "LSTR" + Unknown route-map component "MFADEf" |  | Straight track |  |

|  | Level crossing |

|  | Level crossing |

|  | Stop on track |

|  | Stop on track |

|  | Level crossing |

| + Unknown route-map component "uCONT2" + Unknown route-map component "nCONT2" | + Unknown route-map component "uSTRc3" + Unknown route-map component "nSTRc3" | Straight track |  |

| + Unknown route-map component "uSTRc1" + Unknown route-map component "nSTRc1" | + Unknown route-map component "exSTR2+4" + Unknown route-map component "uSTR+4" + Unknown route-map component "nSTR+4" | Unknown route-map component "eSTR+c3" |  |

|  | + Urban straight track + Unknown route-map component "nSTR" + Unknown route-map component "exSTRc1" | Unknown route-map component "eABZg+4" |  |

|  | + Unknown route-map component "exv-SHI3+l" + Unknown route-map component "umSPLa" | + Unknown route-map component "exSHI3r" + Straight track |  |

|  | + Unknown route-map component "lvBHF-L" + Unknown route-map component "umvKBHFe" | + Unknown route-map component "lBHF-R" + Straight track |  |

|  |  | Transverse water | Unknown route-map component "hKRZWae" | Transverse water | Unknown route-map component "LWSTR+r" |

|  | Stop on track |

|  | Station on track |

|  | Unknown route-map component "BS2c2" | + Unknown route-map component "SHI2gr" + Unknown route-map component "kABZg2" |  |

|  |  | Unknown route-map component "BS2c1" | + Unknown route-map component "STR+k1" + Unknown route-map component "lMKRZu" + Unknown route-map component "STRl+4h" + Unknown route-map component "NULgq" | Unknown route-map component "kABZq+4" | Unknown route-map component "CONTfq" |

|  | Transverse water | Unknown route-map component "hKRZWae" | Unknown route-map component "LWSTR+r" |

|  | Unknown route-map component "STRq cerulean" | Unknown route-map component "mKRZo +cerulean" | Unknown route-map component "STRq cerulean" |

|  | Stop on track |

| + Unknown route-map component "LSTRl+4" + Unknown route-map component "MFADEgq" | Junction both to and from right |

| Unknown route-map component "+d" |  | Unknown route-map component "evSHI2gl-" | Unknown route-map component "LWSTR" |

| Unknown route-map component "+d" | + Transverse water + Unknown route-map component "hvSTRae~LL" | + Unknown route-map component "exv-DST" + Unknown route-map component "vSTR-" | + Water straight and to right + Unknown route-map component "hvSTRae~RR" |

| Unknown route-map component "+d" |  | Unknown route-map component "evSHI2g+l-" |  |

|  | Station on track |

|  | Unknown route-map component "STRq cerulean" | Unknown route-map component "mKRZo +cerulean" | Unknown route-map component "STRq cerulean" |

|  | Stop on track |

|  | Station on track |

| Unknown route-map component "CONTgq" | Unknown route-map component "ABZgr+xr" |

|  |  | Transverse water | Unknown route-map component "hKRZWae" | Transverse water | Unknown route-map component "LWSTRr" |

|  | Level crossing |

|  | Level crossing |

|  | Unknown route-map component "SKRZ-Bu" |

|  | Stop on track |

|  | Level crossing |

|  | Unknown route-map component "CSTRa" |

|  | Unknown route-map component "CBHFe" |

|  |  | Unknown route-map component "ABZgl+xl" | Unknown route-map component "CONTfq" |

|  | Unknown route-map component "CSTRae" |

|  | Unknown route-map component "pHST" |

|  | Level crossing |

|  | Stop on track |

|  | Unknown route-map component "CSTRae" |

|  | Station on track |

|  |  | Unknown route-map component "ABZgl" | Unknown route-map component "CONTfq" |

|  | Unknown route-map component "eHST" |

|  | Stop on track |

|  | Unknown route-map component "CSTRae" |

|  | Station on track |

|  | Level crossing |

|  | Unknown route-map component "DSTR(l)" |

|  | Level crossing |

|  | Unknown route-map component "KMW" |

| 58+620 |
| 99+659 |

|  |  | Unknown route-map component "ABZg+l" | Unknown route-map component "CONTfq" |

|  | Level crossing |

|  | Station on track |

|  | Unknown route-map component "SKRZ-Bu" |

|  | Stop on track |

|  | Stop on track |

|  | Transverse water | Unknown route-map component "hKRZWae" | Transverse water |

|  | Stop on track |

|  | Transverse water | Unknown route-map component "hKRZWae" | Transverse water |

|  | + Unknown route-map component "CONT4+f" + Unknown route-map component "BS2+l" + Unknown route-map component "STR~L" | + Unknown route-map component "STR~R" |

| Unknown route-map component "SHI4c2" | + Unknown route-map component "KRZ3h+1ho" + Unknown route-map component "STR~L" | + Unknown route-map component "exBS2+r" + Unknown route-map component "STR~R" |

| Unknown route-map component "d" | Unknown route-map component "v-SHI2g+r" | Unknown route-map component "vSTR-exKBHFe" |

| Unknown route-map component "d" |  | Unknown route-map component "vBHF-KBHFe" |  |

| 69+765  |
| 110+803 |

| Unknown route-map component "d" | Unknown route-map component "d" | Unknown route-map component "ABZgl" | Unknown route-map component "CONTfq" |

| Unknown route-map component "d" | Unknown route-map component "d" | Continuation forward |  |

|  | Unknown route-map component "vCONTg" |

|  | Unknown route-map component "vÜST" |

|  | + Unknown route-map component "exSTR+l" + Unknown route-map component "SHI1+l" | + Unknown route-map component "exSTR+r" + Unknown route-map component "SHI1+r" |  |

|  | + Straight track | + Unknown route-map component "LSTR" + Unknown route-map component "MFADEf" |  |

| Level crossing |

| Unknown route-map component "hHSTa" |

| Unknown route-map component "hbKRZWe" |

| Stop on track |

| Level crossing |

| + Unknown route-map component "uCONTgq" + Unknown route-map component "nCONTgq" | + Unknown route-map component "ekABZq2" + Urban transverse track + Unknown route-map component "nSTRq" | + Unknown route-map component "KRZu+xk3" + Urban transverse track + Unknown route-map component "nSTRq" | + Unknown route-map component "uCONTfq" + Unknown route-map component "nCONTfq" |  |  |

| Unknown route-map component "CONT2" | Unknown route-map component "STRc3" | Unknown route-map component "ekABZg+4" |  |  |  |

| + Unknown route-map component "STRc1" | + Unknown route-map component "ABZ4+fl" + Unknown route-map component "exlHST~L" | + Unknown route-map component "ABZgr" + Unknown route-map component "exlHST~R" + Unknown route-map component "l-HST" |  |  |  |

| + Unknown route-map component "KRWl" + Unknown route-map component "exlHST~L" | + Unknown route-map component "KRWg+r" + Unknown route-map component "exlHST~R" |  |  |

| Stop on track |

| Unknown route-map component "STRq cerulean" | Unknown route-map component "mKRZo +cerulean" | Unknown route-map component "STRq cerulean" |  |

| Unknown route-map component "exCONTgq" | Unknown route-map component "eKRZu" | Unknown route-map component "exCONTfq" |  |

| + Unknown route-map component "CSTRae" + Stop on track |

| Level crossing |

| Unknown route-map component "eHST" |

| Stop on track |

| Straight track | + Unknown route-map component "LSTR" + Unknown route-map component "MFADEg" |

| Station on track | Straight track |

| + Unknown route-map component "ABZgl" + Unknown route-map component "STRc2" | + One way rightward + Unknown route-map component "STRc3" + Unknown route-map component "STR3" |

| Unknown route-map component "STRc2" | Unknown route-map component "ABZ3+1g" | Unknown route-map component "STRc4" |  |

|  | + Unknown route-map component "CONT3+1" + Unknown route-map component "lvBHF2+4~l" | + Unknown route-map component "STRc4" |  |  |  |

| Feltham           |
| linea per Reading |

Dopo aver lasciato la stazione di Londra Waterloo, la linea ferroviaria corre parallela alla linea per Weymouth prima di deviare a Clapham Junction e dirigersi verso ovest.
All'interno dei confini della Grande Londra, parecchie linee secondarie si diramano dalla linea principale; tra queste, la diramazione di Hounslow, che devia dopo Barnes e si ricollega alla linea nuovamente vicino a Feltham, e la ferrovia Twickenham-New Malden, che devia a Twickenham per unirsi alla ferrovia Londra-Weymouth a New Malden.
Superata Staines-upon-Thames il percorso originale della linea si dirigeva unicamente verso Windsor; nel 1853, però, è stato costruita la restante parte della linea, verso Egham e quindi Reading. La tratta tra Staines-upon-Thames e Windsor è ora parte della ferrovia Staines-Windsor.
A Virginia Water, la diramazione di Chertsey fornisce un altro collegamento con la ferrovia Londra-Weymouth, mentre da Ascot si dipana la ferrovia Ascot-Ash Vale in direzione sud verso Aldershot e Farnham.
A Wokingham, la linea congiunge con la ferrovia Reading-Redhill fino alla stazione di Reading, ove termina ai binari 4, 5 e 6.

## Traffico
Il traffico passeggeri lungo la linea è gestito principalmente da South Western Railway. I servizi che percorrono la linea sono relativamente lenti rispetto ai servizi tra Reading e Londra Paddington, lungo la ferrovia Londra-Bristol; la linea Londra Waterloo-Reading, infatti, è utilizzata prevalentemente per il traffico pendolare verso Londra e la maggior parte del traffico è generato dalle stazioni intermedie.
La linea è anche servita da alcuni treni merci e charter speciali, che utilizzano la linea di collegamento a Reading per unirsi alla ferrovia Londra-Bristol o la diramazione di Chertsey per collegarsi alla ferrovia Londra-Weymouth.